# مديرية الريدة وقصيعر

تعديل مصدري - تعديل

مديرية الريدة وقصيعر إحدى مديريات محافظة حضرموت في شرق اليمن. بلغ عدد سكانها 45180 نسمة عام 2004.

موقع مديرية الريدة وقصيعر في محافظة حضرموت

ويتبع لها العديد من القرى مثل: الريدة الشرقية، الحافة، سرار، قصيعر.